# カロリーナ・コスタグランデ
カロリーナ・デルピラール・コスタグランデ（Carolina Del Pilar Costagrande、1980年10月15日-）は、アルゼンチンサンタフェ州エル・トレボール出身でイタリア国籍の元女子バレーボール選手。

## 経歴
アルゼンチン代表として、1999年のワールドカップ、2000年シドニー五輪最終予選などに出場した。このころからイタリア・セリエAでプレーし、2004年にイタリア国籍を取得した。その後はロシアリーグでもプレーし、2011年、イタリア代表に選出される。イタリア代表として同年のヨーロッパ選手権ではチーム最多得点をマークした。また、同年11月のワールドカップで怪我人が多かった同チームのエースとして攻守にわたり大活躍した。チームを2大会連続優勝に導くとともに、自身もMVPを受賞し、得点ランキングでは2位、ベストスパイカー部門で4位に入るなど大きく貢献した。2012年、ロンドン五輪にエースとして出場し攻守に渡り活躍を見せたが、メダルに届かなかった。
1998年までアルゼンチンでプレーし、2010年まではイタリア国内でプレーした。中国リーグの広東恒大に所属していた2013年のアジアクラブ選手権では優勝へ導いた。2013-14シーズンからはトルコリーグの強豪ワクフバンクSKでプレーしている。2013年10月開催の世界クラブ選手権で初優勝に大きく貢献した。2014年3月の欧州チャンピオンズリーグでは準優勝し、自身もベストレシーバー賞を受賞した。2014年10月の世界選手権に出場し4位となった。2016/17シーズンをもって現役を引退した。

## 所属クラブ
- Club Trebolense （1995-1998年）
- Palerme （1998-1999年）
- FVブスト・アルシーツィオ （1999-2000年）
- Ravenne （2000-2001年）
- Jesi （2001-2003年）
- Ravenne （2003-2004年）
- Forlì （2004-2005年）
- スカボリーニ・ペーザロ（2005-2010年）
- ディナモ・モスクワ（2010-2011年）
- 広東恒大（2011-2013年）
- ワクフバンクSK (2013-2015年）
- Impel Wrocław（2015-2016年）
- イモコ・コネリアーノ（2016-2017年）

## 受賞歴
個人
- 2011年 - ワールドカップ MVP[4]
- 2014年 - 欧州チャンピオンズリーグ ベストレシーバー賞